# 1105 (numero)
Millecentocinque (1105) è il numero naturale dopo il 1104 e prima del 1106.

## Proprietà matematiche
- È un numero dispari.
- È un numero composto, da 8 divisori:  1, 5, 13, 17, 65, 85, 221, 1105. Poiché la somma dei suoi divisori (escluso il numero stesso) è 407 < 1105, è un numero difettivo.
- È un numero sfenico.
- È il secondo numero di Carmichael e precede il 1729 (numero) ovvero il numero di Hardy-Ramanujan che è il terzo della serie.
- È un numero decagonale, un numero 16-gonale e un numero quadrato centrato.
- È un numero fortunato.
- È un numero malvagio.
- È un numero ondulante nel sistema di numerazione posizionale a base 8 (2121).
- È un numero intero privo di quadrati.
- È un numero nontotiente in quanto dispari e diverso da 1.
- È parte delle terne pitagoriche (47, 1104, 1105), (105, 1100, 1105), (169, 1092, 1105), (264, 1073, 1105), (272, 1071, 1105), (300, 1105, 1145), (425, 1020, 1105), (468, 1001, 1105), (520, 975, 1105), (561, 952, 1105), (576, 943, 1105), (663 884, 1105), (700, 855, 1105), (744, 817, 1105), (1105, 1224, 1649), (1105, 1716, 2041), (1105, 1968, 2257), (1105, 2652, 2873), (1105, 3528, 3697), (1105, 7140, 7225), (1105, 9360, 9425), (1105, 24408, 24433), (1105, 35904, 35921), (1105, 46956, 46969), (1105, 122100, 122105), (1105, 610512, 610513).

## Astronomia
- 1105 Fragaria è un asteroide della fascia principale del sistema solare.
- NGC 1105 è una galassia della costellazione di Eridano.

## Astronautica
- Cosmos 1105 (vettore Soyuz-U) è un satellite artificiale russo.

## Altri ambiti
- U-1105 è un sottomarino da guerra tedesco.